# Cerro San Ramón
El Cerro San Ramón es un cerro  precordillerano de Los Andes, y el más alto frente a la ciudad de Santiago de Chile. Tiene una altitud de 3253 m s. n. m. y limita al norte con la quebrada de San Ramón, al oeste el cerro El Abanico y la quebrada de Macul, al este con El Manzano y al sur con cerro Punta de Damas. Este cerro es parte de la cadena montañosa sierra San Ramón, la que tiene por límites el río Mapocho por el Norte y el río Maipo por el Sur, la ciudad de Santiago por el oeste y estero El Manzano por el este. Su cumbre es el límite de las comunas de Lo Barnechea, Las Condes, Peñalolén, La Florida y San José de Maipo.
Subir el cerro San Ramón es una excursión muy recurrida por los montañistas de Santiago. En invierno es habitual encontrarlo nevado, razón, junto a su cercanía con la capital, que lo ha convertido en una salida habitual para los montañistas que desean experimentar las condiciones típicas de la alta montaña. Para su ascensión es necesario estar familiarizado en el uso de crampones y piolet. En verano es un lugar sumamente árido y caluroso, lo que convierte su ascensión en una excursión muy agotadora pero de excelente entrenamiento. En septiembre de 2016 fueron descubiertos restos de cerámica incaica junto a pircas de piedra en el sector llamado Portezuelo del Inca, confirmando así la presencia de esta cultura en el cerro.

## Edad y Formación

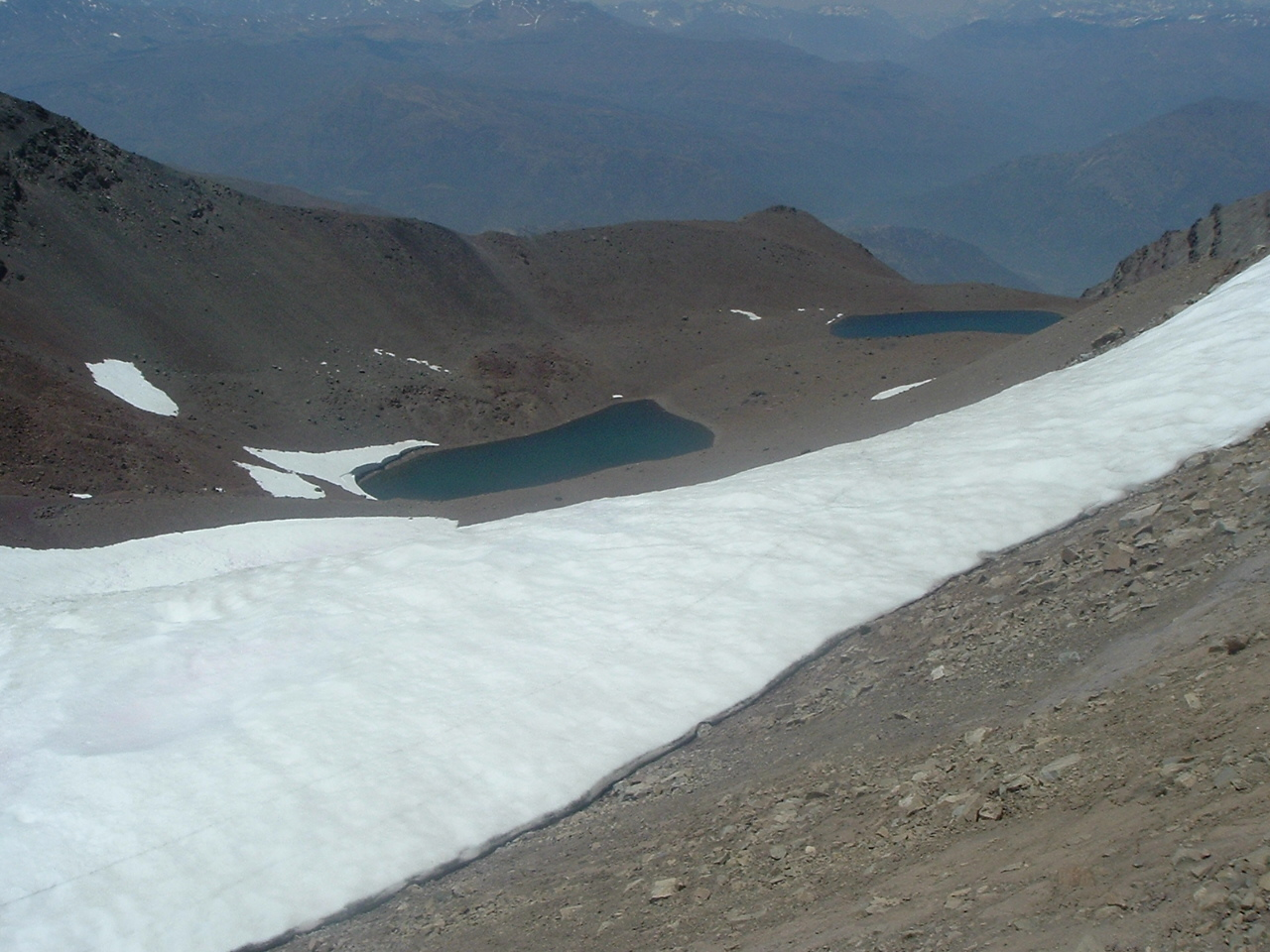
Los Azules, un par de Lagunas ubicadas poco más abajo de la cima del Cerro San Ramón, en dirección al este

Se estima que este cerro tiene una edad de entre 1,8 y 2 millones de años, y su formación se debe a la Falla de San Ramón, que levanta al cerro, cada vez que ocurren desplazamientos de la placa de Nazca bajo la placa continental o placa Sudamericana, se generan zonas de acumulación de energía en esta última, que son liberados en la falla. Esta falla surge como parte de los procesos tectónicos que llevaron al levantamiento de la cordillera de los Andes, hace más de 10 millones de años.

## Cuencas hidrográficas
Durante el período de deshielos el cerro San Ramón forma numerosos esteros, algunos que duran unos pocos meses, y otros más caudalosos que duran todo el año. Estos esteros forman tres cuencas relevantes, la primera es la quebrada San Ramón, formada por los cerros San Ramón, La Cruz, y Provincia, la segunda es la quebrada de Macul formada por los cerros San Ramón, el Abanico y Punta de Damas, y la del estero el Manzano, formada por los cerros San Ramón y Torrecillas.

## Atractivos naturales

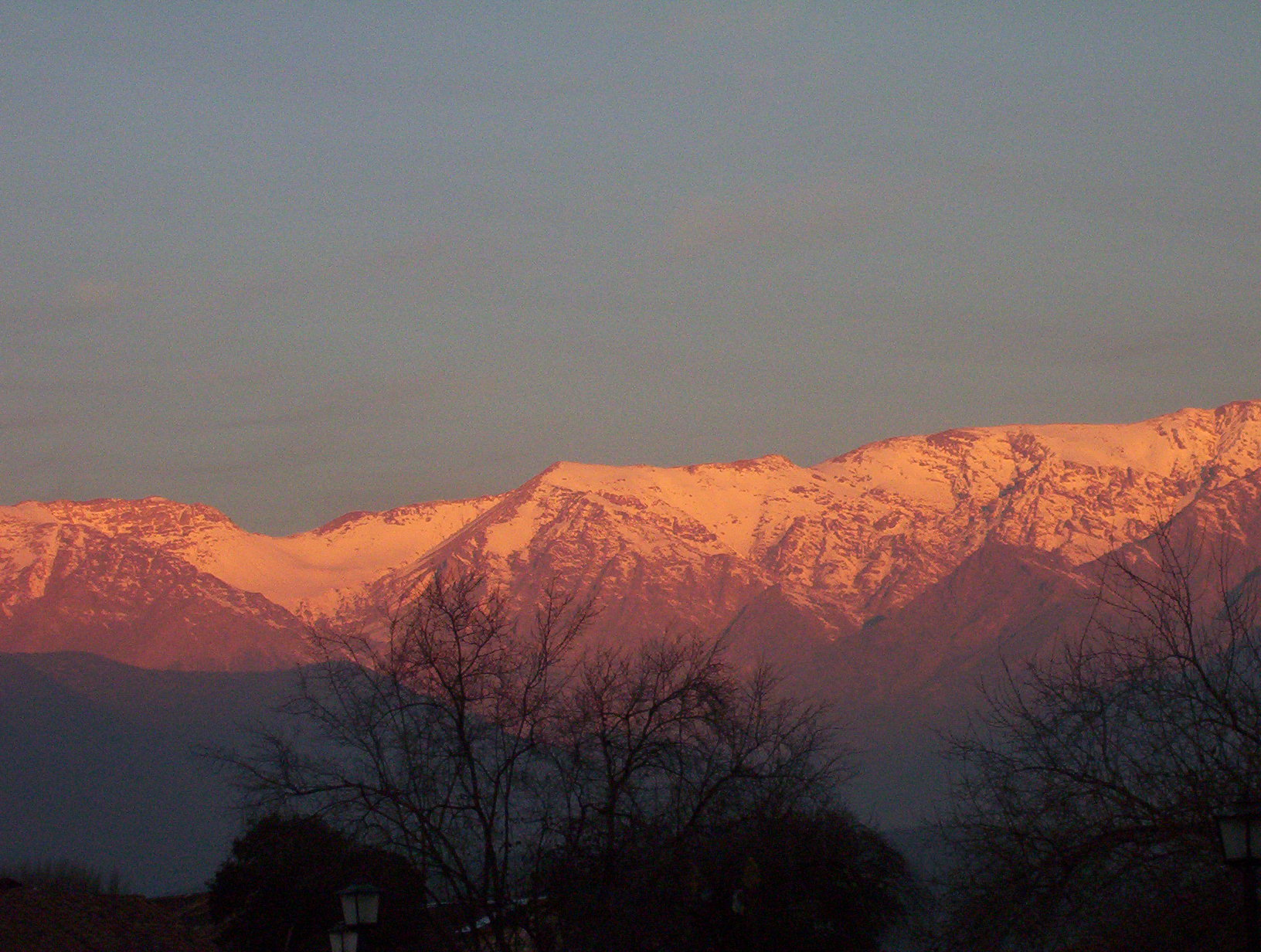
Vista desde Las Condes, Santiago de Chile de la Sierra San Ramón en la que se ve al lado izquierdo la hoya glaciar de la que sale el Estero San Ramón generando la Quebrada del mismo nombre

Este cerro se puede apreciar desde toda la ciudad de Santiago, y es el protagonista indiscutido de toda foto panorámica tomada a la ciudad.
Destaca en invierno su cumbre casi siempre nevada, en primavera el verdor de sus laderas hasta los 2000 m s. n. m., y en verano las diferentes tonalidades del material rocoso que lo compone.
Hasta principios de los 80 del siglo XX era posible visitar un glaciar en su cumbre [cita requerida], pero debido al efecto del calentamiento global, este glaciar ha desaparecido[cita requerida]. Sin embargo, aún mantiene otros atractivos, como la laguna que se forma en época de deshielo y que está con agua un par de meses, hasta desaparecer completamente en el mes de diciembre.
Su vegetación está compuesta por flora autóctona. En las quebradas se pueden hallar, principalmente, arrayanes, peumos y boldos, hasta los 1800 m s. n. m., desde esta altura hasta los 2200 metros algunas plantas pequeñas. Sobre los 2200 m s. n. m., no existe vegetación. 
Una variada fauna se encuentra presente durante todo el año, incluso en la cumbre. Se pueden encontrar vizcachas, zorros culpeos, degús (ratón cola de pincel), cóndores, gallinas ciegas, tiuques y otros.

## Rutas de ascensión
Su vencindad a la capital permite su ascensión durante todo el año, siendo la más fácil de ellas, por la Quebrada de Macul, principalmente por contar durante todo el año con abundante agua para la caminata. 
Se recomienda siempre subirlo en tres jornadas, en la primera para llegar hasta una altura de 1800 a 2000 m s. n. m., y levantar un campamento base donde se pernocta. La segunda jornada parte desde este punto en la madrugada hasta la cumbre, para luego regresar al campamento base cerca de mediodía, donde se pernocta, y al tercer día desmontar el campamento y regresar a la ciudad.